# Deidré Laurens Jordaan
Pour les articles homonymes, voir Laurens.
Deidré Laurens Jordaan, née le 29 mars 1995, est une joueuse sud-africaine de badminton.

## Carrière
Deidré Laurens est médaillée de bronze par équipe au Championnat d'Afrique de badminton par équipes mixtes 2021 à Kampala. Aux Championnats d'Afrique 2021 dans la même ville, elle est médaillée de bronze en double mixte avec Robert White.
En 2022 à Kampala, elle est médaillée de bronze aux Championnats d'Afrique par équipes et médaillée de bronze en double dames avec Amy Ackerman.
En 2023 à Benoni, elle est médaillée d'or en double dames avec Amy Ackerman  et médaillée de bronze en double mixte avec Robert White aux Championnats d'Afrique individuels et médaillée de bronze au championnat d'Afrique par équipes mixtes. 
Elle est médaillée d'or aux Championnats d'Afrique de badminton par équipes 2024 au Caire et médaillée d'or en double dames avec Amy Ackerman aux Championnats d'Afrique de badminton 2024 dans la même ville.

## Études
Deidré Laurens Jordaan a étudié à l'Université du Nord-Ouest.